# Акарнаника
Акарнаника (греч. Ακαρνανικά όρη) — горы в Греции, на северо-западе периферийной единицы Этолия и Акарнания в периферии Западная Греция. Высочайшая вершина — Псили-Корифи (Ψηλή Κορυφή — «Высокая вершина») высотой 1589 м над уровнем моря. Непосредственно к юго-востоку от Псили-Корифи находится гора Бумистос (Μπούμιστος), высота которой составляет 1573 м. Горы Акарнаника тянутся вдоль побережья Ионического моря, расположенного западнее, от залива Амвракикос, озера Вулкарья и деревни Монастиракион на севере до устья реки Ахелоос и города Астакос на юге. Длина около 40 км.
К западу от гор Акарнаника находятся горы Серекас (Σερέκας) высотой до 1170 м (гора Мацуки). На западном склоне гор Серекас находится женский монастырь Святого Димитрия (Айос-Димитриос) Этолийской и Акарнанийской митрополии, численность обители которого составляет 1 человек по переписи 2011 года.
На горе Перганди (Περγαντή) высотой 1428 м находится антенна.